# Hipacio (cónsul 359)
Flavio Hipacio (c. 340 - fallecido después del 383) fue un senador romano, cuñado del emperador romano Constancio II.
Nacido en una familia originaria de la ciudad de Tesalónica, y de ascendencia macedonia, Hipacio era hijo de Flavio Eusebio, el cónsul romano del año 347 d. C. Probablemente por la influencia de su hermana Eusebia, la esposa del emperador Constancio II, Hipacio fue nombrado cónsul posterior junto a su hermano Flavio Eusebio en 359 d. C., cuando aún era adolescente.
Posiblemente nombró al vicario urbi Romae el 21 de febrero de 363, en algún momento se trasladó a la ciudad de Antioquía. Aquí, en el año 371 d. C., Hipacio y su hermano fueron acusados de traición y juzgados durante el reinado del emperador Valente. La acusación implicaba su participación en una supuesta profecía que indicaba que Notario Teodoro sucedería a Valente como emperador. Aunque Hipacio y Eusebio fueron declarados culpables, multados y exiliados, pronto fueron retirados de su exilio por el emperador por la intercesión del praepositus sacri cubiculi Heliodoro, el funcionario que había acusado a Hipacio y a su hermano en primer lugar. Aunque su riqueza y posición fueron restauradas, la carrera de Hipacio sufrió mientras Valente aún vivía. Hipacio estaba todavía en Antioquía cuando recibió la notificación del emperador Graciano de su nombramiento como praefectus urbi de Roma, poco después de la Batalla de Adrianópolis. Ocupó este puesto desde finales del año 378 hasta el 5 de abril del 379.
En el año 381 d. C., estuvo en Constantinopla, donde se le notificó que había sido nombrado Prefecto del Pretorio tanto de Iliria como de Italia, un cargo que ocupó desde el año 382 al 383 d. C. Durante su tiempo como prefecto del pretorio recibió varias leyes para promulgar, incluyendo una de Graciano el 21 de mayo de 383, que condenaba a cualquiera que se convirtiera del cristianismo al paganismo, al judaísmo o al maniqueísmo.
Un cristiano que mantuvo correspondencia con Gregorio Nacianceno, Hipacio fue muy elogiado por el historiador Amiano Marcelino, que lo describió como gentil, plácido, recto y honesto. También fue honrado por el pueblo de Creta. En algún momento fue elevado al rango de patricio por el emperador.